# (11723) Briankennedy
(11723) Briankennedy, désignation provisoire 1998 HT125, est un astéroïde de la ceinture principale découvert en 1998.

## Description
(11723) Briankennedy a été découvert le 23 avril 1998 à l'observatoire Magdalena Ridge, situé dans le comté de Socorro, au Nouveau-Mexique (États-Unis), par le projet Lincoln Near-Earth Asteroid Research (LINEAR).

### Caractéristiques orbitales
L'orbite de cet astéroïde est caractérisée par un demi-grand axe de 2,34 UA, un périhélie de 2,01 UA, une excentricité de 0,14 et une inclinaison de 4,50° par rapport à l'écliptique. Du fait de ces caractéristiques, à savoir un demi-grand axe compris entre 2 et 3,2 UA et un périhélie supérieur à 1,666 UA, il est classé, selon la JPL Small-Body Database, comme objet de la ceinture principale.

### Caractéristiques physiques
(11723) Briankennedy a une magnitude absolue (H) de 14,2 et un albédo estimé à 0,190.

## Étymologie
Cet astéroïde est nommé en l'honneur de Brian Kennedy.